# Kamen Rider Stronger
Kamen Rider Stronger (仮面ライダーストロンガー Kamen Raidā Sutorongā, "Masked Rider Stronger") là một chương trình truyền hình tokusatsu Nhật Bản. Đó là mục thứ năm trong Kamen Rider, chương trình đã được phát sóng trên đài TBS và MBS từ ngày 5 tháng 4 năm 1975 đến ngày 27 tháng 12 năm 1975, kéo dài 39 tập, và phát sóng mỗi thứ bảy lúc 07:00. Stronger là một sản phẩm hợp tác giữa Ishimori Productions và Toei Company, và đã được sáng tác bởi Ishinomori Shotaro.

## Cốt truyện
Sau cái chết của người bạn thân và cũng là cố vấn của mình Goro Numata (沼田五郎Numata Goro? ) , Shigeru Jo gia nhập tổ chức tội ác Black Satan. Anh được chúng hứa hẹn sẽ có được quyền lực và sức mạnh to lớn, được thúc đẩy bởi mong muốn trả thù, Jo đã trải qua phẫu thuật để trở thành một trong những siêu chiến binh của Black Satan. Tuy nhiên, Shigeru biết rằng Black Satan thực tế là kẻ giết bạn của mình và anh đã lợi dụng Black Satan để có được sức mạnh mới chống lại chúng. Shigeru ngay khi được cung cấp năng lượng đã trốn thoát khỏi trụ sở của Black Satan trước khi chúng có thể tẩy não anh phục vụ cho chiến dịch tà ác của chúng và trở thành Kamen Rider Stronger. Trong khi trốn thoát khỏi Black Satan, Stronger gặp Yuriko Misaki, một chiến binh cyborg khác được tạo ra bởi Black Satan, người có khả năng biến thành Electro-Wave Human Tackle. Họ cùng nhau chiến đấu với Quỷ Đen và sau đó là Quân đội Delza để khôi phục hòa bình ở Nhật Bản.

## Nhân vật

### Riders
| Kamen Rider Stronger | Shigeru Jo |

Shigeru Jo / Kamen Rider Stronger (城 茂／仮面ライダーストロンガー Jō Shigeru/Kamen Raidā Sutorongā, 1-39 & All Together! Seven Kamen Riders!!): Nhân vật chính của phim. Anh được Black Satan biến đổi thành Electric Human Stronger (電気人間ストロンガー Denki Ningen Sutorongā). Do biết được Black Satan đã giết bạn thân của mình, anh đổi tên thành Kamen Rider Stronger chiến đấu vì công lý. Tất cả đòn tấn công của Stronger đều dựa trên điện, và khía cạnh cyborg trên cơ thể anh ta nổi bật hơn nhiều so với loạt phim trước; chẳng hạn, bàn tay của anh ta là những cuộn dây kim loại phải được che lại khi anh ta không biến đổi.
Khi bắt gặp quái vật, anh intones: Henshin... Stronger! (変身・・・ストロンガー！ Henshin... Sutorongā!)

### Đồng minh
| Electro-Wave Human Tackle | Yuriko Misaki |

- Yuriko Misaki / Electro-Wave Human Tackle (岬 ユリ子／電波人間タックル Misaki Yuriko/Denpa Ningen Takkuru?, 1-30): là một cyborg mới hoàn thành sẵn sàng phục vụ tổ chức Black Satan độc ác nhưng cô vẫn chưa được giao nhiệm vụ. Mọi thứ thay đổi khi Yuriko sắp trở thành bạn thân của Shigeru Jo ngay tại thời điểm ông bước vào căn phòng mà cô đang ở để tìm cách thoát khỏi hang ổ bí mật của Black Satan, tìm thấy cô trên bàn mổ và đánh thức cô. Sau một vài cuộc nói chuyện, anh đã thuyết phục cô đi cùng mình và cùng với một người bạn tốt của những Kamen Rider đời trước, Tobei Tachibana. Họ đã chiến đấu với Black Satan trong một thời gian khá lâu. Theo thời gian cô đã thích và yêu Jo. Nhưng thật đáng buồn, Yuriko đã hy sinh mạng sống của mình để đánh bại Doctor Kate (ドクターケイト Dokutā Keito?, 27 & 29-30) độc ác để cứu Shigeru khỏi bị đầu độc. Điều này đã ám ảnh Jo và buộc anh phải trải qua phẫu thuật để đạt được hình thức Charge Up mới mạnh hơn. Mặc dù chia sẻ nhiều đặc điểm với các anh hùng danh tiếng của bộ truyện, cô chưa bao giờ chính thức được gắn mác "Kamen Rider", một sự thật được xây dựng trong manga Kamen Rider Spirits.

Khi bắt gặp quái vật, cô intones: Change... Jump... Go!
- Tōbei Tachibana (立花 藤兵衛 Tachibana Tōbee?, 3-39 & All Together! Seven Kamen Riders!!): Người cố vấn và tri kỉ của Shigeru. Nhân vật này cũng đã từng xuất hiện trong 4 serie trước đó của loạt Kamen Rider. Ông trở thành một thành viên của những người đi xe đạp sau khi Kikkaijin Gorongame điều khiển ông bằng Satan Bugs và cản trở xe cứu thương chở trẻ em đến bệnh viện trong khi ông đang cưỡi Tentolaw của Yuriko Misaki để đuổi theo những người đạp xe thực chất là binh lính của Black Satan. Ông đã giúp Shigeru Jo vượt qua những khó khăn bao gồm cả sự đau buồn vì cái chết của Yuriko và chứng kiến anh ấy trưởng thành như một người đàn ông.
- Yoichiro Masaki (正木 洋一郎 Masaki Yōichirō?, 31): là một cựu nhà khoa học của Black Satan đã trốn thoát và bắt đầu nghiên cứu sức mạnh Siêu điện tử (Super-Electronic) như một phương tiện để chiến đấu với chúng. Sau đó, ông trao cho Shigeru Jo sức mạnh đó bằng cách đặt một Super-Electronic Dynamo bên trong cơ thể và cảnh báo anh ta chỉ sử dụng Máy phát điện Siêu điện tử trong một phút. Ông bị giết bởi lửa của Major Skull từ chiếc scythe của hắn.

| Kamen Rider 1      | Takeshi Hongo    |
| Kamen Rider 2      | Hayato Ichimonji |
| Kamen Rider V3     | Shiro Kazami     |
| Riderman           | Joji Yuki        |
| Kamen Rider X      | Keisuke Jin      |
| Kamen Rider Amazon | Daisuke Yamamoto |

## Black Satan
Black Satan (ブラックサタン Burakku Satan, 1-26) là một tổ chức bí ẩn mong muốn chinh phục thế giới. Họ có căn cứ trên khắp thế giới và làm lây lan Satan Bugs (サタン虫 Satan Mushi). Nhờ có kích thước nhỏ, chúng có thể điều khiển, sở hữu và thậm chí biến người khác thành Kikaijin. Những cyborg của Black Satan, Kikkaijin, cũng có thể biến thành chúng. Sau cuộc phẫu thuật tái cấu trúc cơ thể, các thành viên của Quỷ Đen phải thực hiện một lời thề trung thành theo nghi thức với Great Boss vô danh của họ.

### Lãnh tụ vĩ đại của Black Satan
Great Leader of Black Satan (ブラックサタン大首領 Burakku Satan Dai Shuryō): Kẻ đứng đầu Black Satan và cũng là chủ của đám Satan Bugs. Hắn bị tiêu diệt bởi Stronger Electro Kick của Kamen Rider Stronger. Hắn là một hình thức khác của Great Leader of Shocker từ loạt phim gốc. Hắn có hình dạng thật là một con nhện với khuôn mặt là sọ người.

### Black Satan general
- Titan / One-Eyed Titan (タイタン／一つ目タイタン Taitan / Hitotsume Taitan?, 1-13): Một sĩ quan cao cấp của Black Satan. Ông và General Shadow là đối thủ của nhau. Ông có thể giả dạng người, biến chiếc khăn của mình thành lửa trong một kỹ thuật gọi là Fire Ball Scarf, sử dụng khẩu súng lục ổ quay lớn gọi là Titan Destruction Gun và có thể làm nóng cơ thể từ 80.000 đến 240.000 độ C. Hình dạng thật của Mr.Titan là một cyborg mặc vest đen với phần đầu chỉ có duy nhất một con mắt to. Ông bị Stronger ném xuống biển và bị tiêu diệt. Tuy nhiên, Black Satan thực hiện một nghi thức hồi sinh Titan thành Hundred-Eyed Titan (百目タイタン Hyakume Taitan?, 17-23). Hình dạng này khác trước là nó có thêm 99 con mắt nhỏ trên đầu, mạnh hơn gấp ba mươi lần, giữ lại Titan Destruction Gun, có thể bắn những quả cầu lửa từ những đôi mắt nhỏ hơn gọi là Fire Shoot và có khả năng kháng năng lượng điện cao. Bị tiêu diệt bởi Stronger Double Kick của Kamen Rider Stronger.
- General Shadow (ジェネラルシャドウ Jeneraru Shadō?, 13-26): là một sĩ quan cao cấp của Black Satan và là đối thủ của Titan. Ông được trang bị Shadow Sword và Trump Card có thể được sử dụng như máy cắt, bom hoặc dịch chuyển tức thời được gọi là Trump Cutter, Trump Shooter và Trump Fade, cũng như trở thành người khổng lồ để tạo thành một phương tiện bay lượn. Hình dạng thật của Tổng Bóng là một cyborg mặc bộ quần áo và chiếc mặt nạ của một VĐV đấu kiếm. Sau khi rời khỏi Quỷ Đen, ông thành lập Quân đội Delza. Bị phá hủy bởi Super Electro Lightning Kick của Stronger (Charge Up).
- Dead Lion (デッドライオン Deddo Raion?, 24-26): Một con quái vật sư tử từ Ai Cập được biết đến là chỉ huy mạnh nhất của Black Satan. Hình dạng thật của Dead Lion có dạng một pharaon với khuôn mặt của một con lion. Ông được trang bị móng vuốt cho bàn tay phải gọi là Dead Hand và có thể sử dụng chiếc bờm của mình như một chiếc boomerang. Ông tiếp quản sau cái chết của Titan. Sau sự hủy diệt của Black Satan, không rõ tung tích của ông.

### Another
- Black Satan Soldier (ブラックサタン戦闘員 Burakku Satan Sentōin?): Những người lính cú đen của Black Satan. Họ là những cyborg cơ giới hóa nặng. Không giống như Shocker Combatmen, họ mất đi hình dạng con người tự nhiên trong quá trình này. Ngoại hình mặc đồ đen của họ là hình dạng thực sự mới của họ, không còn chỉ là một bộ đồng phục. Tuy nhiên, họ vẫn có thể biến thành hình dạng con người và cũng có khả năng biến thành Satan Bug. Khi cắt bỏ hoặc thái lát cơ thể họ, không có phần hữu cơ được nhìn thấy. Ngoài ra còn có các nhà khoa học trong lớp này. Cơ thể của họ giống hệt với những người khác, nhưng mặc áo choàng trắng.
- Black Satan Kikkaijin (ブラックサタン奇械人(きっかいじん) Burakku Satan Kikaijin?): là những quái vật cyborg được sử dụng bởi Black Satan gây hại cho con người trong Kamen Rider Stronger và là những kẻ thù mà Stronger, có thể cùng với Electro-Wave Human Tackle, thường xuyên tiêu diệt. Tên nhóm của chúng là sự chơi chữ của "bizarre" (奇怪 kikai?) và "machine" (機械 kikai?).

## Delza Army
Delza Army (デルザー軍団 Deruzā Gundan, 27-39 & All Together! Seven Kamen Riders!!) là tên của một liên minh còn được gọi với cái tên "Delzer" (デルザー Deruzā) gồm nhiều chỉ huy khác nhau từ tộc Majin (魔人 Majin), Cyborg Majin (改造魔人 Kaizō Majin) và quân đội dưới quyền kiểm soát của chúng (First Force and Second Force).

### Lãnh tụ vĩ đại của Delza Army
Great Leader of Delza Army (デルザー軍団大首領 Deruzā Gundan Dai Shuryō): là thủ lĩnh thực sự của Delza Army. Great Leader tiết lộ rằng hắn đứng sau các tổ chức xấu xa trước đây bị các Kamen Rider chống đối (Shocker, Gel-Shocker, Destron, G.O.D., Geddon và Black Satan). Hình dạng thật của hắn là người đá khổng lồ được gọi là Rock Great Leader (岩石大首領 Ganseki Dai Shuryō). Hắn ta có thể bắn ra những tia sáng trắng nổ từ đôi mắt của mình trong hình dạng này và không hề bị thương trước các cuộc tấn công của các Rider. Tuy nhiên, 7 Legend Rider kết hợp sức mạnh của họ và đi vào trong cơ thể hắn. Tuy nhiên ở đó, họ có thể dễ dàng trốn thoát và rời đi, hồi tưởng lại mọi thứ họ đã trải qua cho đến nay.

### Delza Army general

#### First Force
- General Shadow (ジェネラルシャドウ Jeneraru Shadō?, 27-38): là Majin đầu tiên rời khỏi bề mặt trong kỷ nguyên hiện đại, cuối cùng gia nhập tổ chức Black Satan. Tuy nhiên, không thích các chiến dịch do tổ chức đề ra và bị các nhà lãnh đạo của Black Satan hắt hủi, ông rời khỏi tổ chức và quyết định tập hợp các Majin khác. Sau sự hủy diệt của Black Satan, General Shadow nổi lên là người dẫn đầu Cyborg Majin và quân đội của họ. Do quá tự tin, General Shadow tạo ra một trò chơi để đánh bại Stronger. Anh ta đề xuất với các Cyborg Majin rằng ai có thể đánh bại anh ta sẽ trở thành thủ lĩnh của Quân đội Delzer. Tuy ông là người đứng đầu tổ chức nhưng ông không phải là một nhà lãnh đạo chính thức và các thành viên khác không cần phải tuân lệnh General Shadow, mặc dù không có ai thách thức ông.
- Staff Officer Steel (鋼鉄参謀 Kōtetsu Sanbō?, 27-29): Một Cyborg Majin bọc thép sở hữu sức mạnh tuyệt vời vượt trội so với Kamen Rider Stronger. Ngoài ra, ông được bao bọc bởi một lớp áo giáp bạc và một cánh tay hình quả bóng sắt khổng lồ có thể phá huỷ và chuyển hướng năng lượng điện. Điểm yếu của ông là độc Kate Gas của Doctor Kate. Cán bộ thép bị tiêu diệt bởi Stronger Electro Kick của Stronger
- Division Commander Wild Eagle (荒ワシ師団長 Arawashi Shidanchō?, 27-28, 39 & All Together! Seven Kamen Riders!!): Một Cyborg Majin mang hình dáng một con eagle được trang bị rìu và khiên. Tư lệnh sư đoàn Wild Eagle bị tiêu diệt bởi Underwater Electro Fire của Stronger. Sau đó trở lại như một phần của Revived Kaijin Corps trong All Together! Seven Kamen Riders!!. Những Revived Kaijin này đã bị phá hủy bởi 7 Riders.
- Doctor Kate (ドクターケイト Dokutā Keito?, 27 & 29-30): Một Cyborg Majin mang hình dáng một bông Plumed Cockscomb được trang bị vũ khí là một cành hoa mào gà khổng lồ, sở hữu khả năng xả chất lỏng độc hại biến con người thành hoa hồng và một loại khí độc có tên Kate Gas, thậm chí còn bị các tướng quân khác của Delza sợ hãi, khi nó khiến cơ thể mục tiêu bị tê liệt. Điểm yếu của bà là lửa. Bác sĩ Kate bị tiêu diệt bởi Ultra Cyclone của Tackle.
- Major Skull (ドクロ少佐 Dokuro Shōsa?, 27 & 30-31): Một Cyborg Majin mang hình dáng một chiến binh mặc bộ đồ Kaizoku với khuôn mặt là một cái Skull sở hữu khả năng tách đầu ra khỏi cơ thể và cầm lưỡi hái từ đó có thể bắn ra lửa. Thiếu tá Skull bị tiêu diệt bởi cú Super Electron Drill Kick của Stronger (Charge Up) trúng vào đầu và phát nổ ngay sau đó. Trong manga Shin Kamen Rider Spirits, người ta đã tiết lộ rằng Major Skull thực sự là một dị tật bị cha mẹ loài người bỏ rơi cho đến khi Quân đội Delza nhận nuôi ông vài giờ sau đó. Để trả ơn ân sủng của Lãnh tụ vĩ đại JUDO, ông đã hy sinh bằng cách đốt xác mình để giết Kamen Rider ZX. Tuy nhiên, ngọn lửa của anh ta đã bị ZX khai thác để gây sát thương cho chính Skull, cuối cùng đã tiêu diệt anh ta vào phút cuối.
- Baron Rock (岩石男爵 Ganseki Danshaku?, 27 & 31-32): Một Cyborg Majin người rock có thể chất vô cùng mạnh mẽ, sở hữu sức mạnh để tạo ra những con búp bê bằng đất sét làm mồi nhử, chuyển hướng năng lượng điện và được trang bị một cây côn làm bằng đá. Bá tước Rock bị tiêu diệt bởi cú Super Electron Drill Kick của Stronger (Charge Up) vào đầu và cú Super Electro Three-step Kick lên cơ thể.
- General Wolf (狼長官 Ōkami Chōkan?, 27, 32-33 & All Together! Seven Kamen Riders!!): Một Cyborg Majin mang hình dáng một con wolf cũng là một thành viên của Wolf Clan, tôn thờ Wolf Man (狼男 Ōkami Otoko?) như một vị thần. Hình dạng con người của Tổng Sói là "Dentist Asano" (浅野歯科医 Asano Shikai?). Ông cầm dùi cui có thể hoạt động như boomerang và răng của mình như một trái bom. Trong thời gian trăng tròn, khả năng của ông được chứng minh là gần như bất khả chiến bại khi miễn nhiễm với mọi đòn tấn công, thậm chí là tất cả các đòn tấn công của Stronger (Charge Up) và có thể tia Moon Plasma từ vùng đầu của mình. Ông trở nên yếu đi khi những đám mây che khuất mặt trăng trước khi bị tiêu diệt bởi Super Electro Lightning Kick của Stronger (Charge Up). Sau đó trở lại như một phần của Revived Kaijin Corps trong All Together! Seven Kamen Riders!!. Những Revived Kaijin này đã bị phá hủy bởi 7 Riders.
- Commanding Officer Frank (隊長ブランク Taichō Buranku?, 27 & 33-34): Một Cyborg Majin mang hình dáng một con quái vật của Frankenstein sở hữu sức mạnh đáng kinh ngạc và sử dụng súng làm vũ khí. Sĩ quan chỉ huy Frank bị tiêu diệt bởi Super Electro Speed Diving Punch của Stronger (Charge Up).
- Snake Woman (ヘビ女 Hebi Onna?, 34-35 & All Together! 7 Kamen Riders!!): Một Cyborg Majin mang hình dáng một con snake có khả năng hút máu và khiến những người nhìn vào mắt bà phải tuân theo mệnh lệnh của bà. Áo choàng của bà cũng có khả năng rút năng lượng như đã thấy khi bà ném nó cho Stronger. Không giống như các thành viên đi trước của Đội First Majin của Delza, bà không quan tâm đến việc lãnh đạo Quân đội Delza ngay cả khi bà đánh bại Stronger vì bà chỉ muốn làm hết sức mình vì General Shadow. Sử dụng áo choàng của mình chống lại Kamen Rider Stronger trong nỗ lực rút cạn năng lượng của ông, Snake Woman đã bị Kamen Rider V3, người đã trở về từ Ai Cập, gỡ bỏ áo choàng khỏi Stronger. Nữ rắn bị tiêu diệt bởi Super Electro Big Wheel Kick của Stronger (Charge Up). Sau đó trở lại như một phần của Revived Kaijin Corps trong All Together! Seven Kamen Riders!!. Những Revived Kaijin này đã bị phá hủy bởi 7 Riders.

#### Second Force
- Marshal Machine (マシーン大元帥 Mashīn Dai Gensui?, 35-39): Một Cyborg Majin xác ướp đến từ Ai Cập có một cơ thể được gia cố, một khẩu súng máy, cát đỏ có thể hấp thụ độ ẩm để ướp xác nạn nhân, sử dụng quan tài của ông để bay và có thể phát ra một hàng rào ma thuật giống như kim tự tháp màu đỏ từ viên ruby trên vương miện của anh ta. Cùng với thuộc hạ của mình, Chỉ huy Jishaku và Hiệp sĩ Thiết giáp, Marshal Machine đã lật đổ General Shadow khi anh ta không bắt được Kamen Rider Stronger trong khi họ có thể bắt Kamen Rider V3 và Riderman. Nguyên soái Machine bị tiêu diệt bởi Electro Punch của Stronger.
- Commander Jijaku (磁石団長 Jishaku Danchō?, 36-39): Một Cyborg Majin dạng một cái magnet có khả năng ném nam châm và làm cho mục tiêu di chuyển đến bất kỳ mục tiêu nào mà anh ta nhắm tới. Chỉ huy Jishaku bị tiêu diệt cùng với Armored Knight và Revived Kaijin Corps bởi Seven Legendary Riders.
- Armored Knight (ヨロイ騎士 Yoroi Kishi?, 36-39): Một Cyborg Majin bọc thép, người trở thành tín đồ của Marshal Machine. Ông có khả năng tạo ra lửa từ song kiếm của mình nhưng sau đó một trong hai thanh kiếm của anh ta bị phá hủy bởi Ridol của Kamen Rider X với sự giúp đỡ của Kamen Rider Amazon. Hiệp sĩ Thiết giáp bị tiêu diệt cùng với Commander Jijaku và Revived Kaijin Corps bởi Seven Legendary Riders.

### Another
- Delza Army Corps (デルザー軍団戦闘員 Deruzā Gundan Sentōin?): những người lính đeo mặt nạ khác nhau và sử dụng sức mạnh khác nhau tùy thuộc vào người dẫn dắt họ:
  - Lính của Staff Officer Steel đeo mặt nạ thép và sử dụng sợi dây xích làm vũ khí.
  - Lính của Division Commander Wild Eagle đeo mặt nạ có cánh và có khả năng bay như chủ của mình.
  - Lính của Doctor Kate đeo mặt nạ hoa mào gà và không có khả năng đặc biệt được biết đến.
  - Lính của Major Skull đeo mặt nạ đầu lâu và rất thành thạo công việc gián điệp, cũng như khả năng biến thành vô hình.
  - Lính của Baron Rock đeo mặt nạ đá và có khả năng biến thành đá như chủ của mình.
  - Lính của General Wolf đeo mặt nạ màu vàng và dùng giáo làm vũ khí, cũng như khả năng biến thành vô hình.
  - Lính của Commanding Officer Frank đeo mặt nạ được khâu màu xanh như màu trên khuôn mặt của Frank và sử dụng súng làm vũ khí.
  - Lính của Snake Woman đeo mặt nạ rắn và có khả năng biến thành rắn.
  - Lính của Marshal Machine đeo mặt nạ kim loại và cầm súng làm vũ khí.
  - Lính của Commander Jijaku đeo mặt nạ dựa trên khuôn mặt của Jijaku nhưng không che miệng và sử dụng nam châm làm vũ khí.
  - Lính của Armored Knight đeo mặt nạ bọc thép và không có khả năng đặc biệt.
- Great General Darkness (暗黒大将軍 Ankoku Dai Shōgun?, All Together! 7 Kamen Riders!!): là chỉ huy của quân đội Delzer còn sống sót cuối cùng xuất hiện trong All Together! 7 Kamen Riders!!. Anh ta lãnh đạo một nhóm gồm các revived Kikkaijin và Delza Army commanders trong một nỗ lực để hạ gục 7 kỵ sĩ đã đánh bại quân đội Delzer. Đại tướng bóng tối bị tiêu diệt khi 7 Rider đoàn kết sức mạnh của họ.
- Jet Condor (ジェットコンドル Jetto Kondoru?): Không xuất hiện trong bất kỳ tập phim nào, anh chỉ được nhắc đến trong tập tin Masked Rider Gekitou. Một Cyborg Majin mang hình dáng một con chim ưng với động cơ phản lực mạnh mẽ trên lưng và khả năng bay với tốc độ âm thanh. Hắn cũng có một chất nổ gọi là Condor Bomb. Bay với tốc độ âm thanh và cắt mọi thứ trên đường đi của mình, ông mang theo sự tàn phá quanh Thái Bình Dương và tham gia vào trận chiến khốc liệt với Hạm đội 7 của Hải quân và Không quân Hoa Kỳ. Ông được triệu tập bởi Marshal Machine cùng với Commander Jijaku và Armored Knight để chinh phục Nhật Bản, nhưng chết do sự cố động cơ gây ra bởi trận chiến với Kamen Rider 1 và Kamen Rider 2. Trong Kamen Rider Spirits, người ta đã tiết lộ rằng Jet Condor là một hóa thân của Đại tướng bóng tối và bị phá hủy bởi Kamen Rider V3.

## Tập phim
| Episode | Tên tập phim                           | Tên tập phim                             | Tên tập phim                                         | Đạo diễn                           | Biên kịch      | Ngày phát sóng gốc   |
| Episode | Tiếng Nhật                             | Phiên âm                                 | Tiếng Việt                                           | Đạo diễn                           | Biên kịch      | Ngày phát sóng gốc   |
| ------- | -------------------------------------- | ---------------------------------------- | ---------------------------------------------------- | ---------------------------------- | -------------- | -------------------- |
| 1       | おれは電気人間ストロンガー！！         | Ore wa Denki Ningen Sutorongā!!          | Tôi là Electric Human Stronger!!                     | Masaki Tsukada                     | Masaru Igami   | 5 tháng 4 năm 1975   |
| 2       | ストロンガーとタックルの秘密！         | Sutorongā to Takkuru no Himitsu!         | Bí mật của Stronger và Tackle!                       | Masaki Tsukada                     | Masaru Igami   | 12 tháng 4 năm 1975  |
| 3       | スリラーハウスが子どもを呼ぶ！！       | Surirā Hausu ga Kodomo o Yobu!!          | Nhà kinh dị kêu gọi trẻ em!!                         | Issaku Uchida                      | Ikuro Suzuki   | 19 tháng 4 năm 1975  |
| 4       | 悪魔のオートバイ暴走作戦！！           | Akuma no Ōtobai Bōsō Sakusen!!           | Chiến dịch lái xe mô tô quỷ!                         | Itaru Orita                        | Seiji Matsuoka | 26 tháng 4 năm 1975  |
| 5       | ブラックサタンの学校給食！？           | Burakku Satan no Gakkō Kyūshoku!?        | Bữa trưa ở trường học của Black Satan!?              | Itaru Orita                        | Seiji Matsuoka | 3 tháng 5 năm 1975   |
| 6       | 先生に化けたクラゲ奇械人！             | Sensei ni Baketa Kurage Kikkaijin!       | Jellyfish Kikkaijin đã biến thành một giáo viên!     | Issaku Uchida                      | Shozo Murayama | 10 tháng 5 năm 1975  |
| 7       | ライダー大逆転！！                     | Raidā Dai Gyakuten!!                     | Sự đảo ngược tuyệt vời của Rider!!                   | Itaru Orita                        | Masaru Igami   | 17 tháng 5 năm 1975  |
| 8       | 溶けるなライダー！とどめの電キック！！ | Tokeru na Raidā! Todome no Den Kikku!!   | Đừng tan chảy, Rider! Đòn quyết định, Electro Kick!! | Itaru Orita                        | Bunpei Ai      | 24 tháng 5 năm 1975  |
| 9       | 悪魔の音楽隊がやって来た！！           | Akuma no Ongakutai ga Yattekita!!        | Ban nhạc của quỷ đã đến!!                            | Issaku Uchida                      | Ikuro Suzuki   | 31 tháng 5 năm 1975  |
| 10      | 恐怖のガンマー虫！人間を狙う！！       | Kyōfu no Ganmā Mushi! Ningen o Nerau!!   | Gamma Bug đáng sợ! Nó tấn công loài người!!          | Issaku Uchida                      | Masaru Igami   | 7 tháng 6 năm 1975   |
| 11      | カメレオーン！悪魔のフィルム！？       | Kamereōn! Akuma no Firumu!?              | Chameleon! Phim của quỷ!?                            | Daisuke Yamazaki                   | Masaru Igami   | 14 tháng 6 năm 1975  |
| 12      | 決闘！ストロンガーの墓場！？           | Kettō! Sutorongā no Hakaba!?             | Đấu tay đôi! Mộ của Stronger!?                       | Daisuke Yamazaki                   | Masaru Igami   | 21 tháng 6 năm 1975  |
| 13      | 一ツ目タイタン！最後の逆襲！！         | Hitotsume Taitan! Saigo no Gyakushū!!    | The One-Eyed Titan! Cuộc phản công cuối cùng!!       | Issaku Uchida                      | Masaru Igami   | 28 tháng 6 năm 1975  |
| 14      | 謎の大幹部シャドウの出現！             | Nazo no Dai Kanbu Shadō no Shutsugen!    | Sự xuất hiện của General Shadow bí ẩn!               | Issaku Uchida                      | Seiji Abe      | 5 tháng 7 năm 1975   |
| 15      | 死を呼ぶシャドウのトランプ！！         | Shi o Yobu Shadō no Toranpu!!            | Con át chủ bài của Shadow là gọi cái chết!!          | Daisuke Yamazaki                   | Ikuro Suzuki   | 12 tháng 7 năm 1975  |
| 16      | 吸血ブブンガー悪魔のプレゼント！       | Kyūketsu Bubungā Akuma no Purezento!     | Món quà ma quỷ của quỷ hút máu Bubunger!             | Daisuke Yamazaki                   | Seiji Matsuoka | 19 tháng 7 năm 1975  |
| 17      | 怪談 悪魔の復活祭                      | Kaidan Akuma no Fukkatsusai              | Câu chuyện ma, Phục sinh ma quỷ                      | Itaru Orita                        | Masaru Igami   | 26 tháng 7 năm 1975  |
| 18      | 怪談 底なし沼                          | Kaidan Sokonashi Numa                    | Câu chuyện ma, Đầm lầy không đáy                     | Itaru Orita                        | Masaru Igami   | 2 tháng 8 năm 1975   |
| 19      | 怪談 呪われた古城！                    | Kaidan Norowareta Kojō!                  | Câu chuyện ma: Lâu đài cổ bị nguyền rủa!             | Issaku Uchida                      | Masaru Igami   | 9 tháng 8 năm 1975   |
| 20      | 恐怖の大砂漠！二人の藤兵衛！？         | Kyōfu no Dai Sabaku! Futari no Tōbee!?   | Sa mạc hết sức đáng sợ! Hai Tōbei?!                  | Issaku Uchida                      | Masaru Igami   | 16 tháng 8 năm 1975  |
| 21      | 鮫ヶ島海中大決戦！                     | Samegashima Kaichū Dai Kessen!           | Samegashima, trận chiến quyết định trên biển!        | Itaru Orita                        | Shozo Murayama | 23 tháng 8 năm 1975  |
| 22      | １２時００分ライダー処刑！？           | Jūniji Zerofun Raidā Shokei!?            | Hành quyết Rider lúc 12:00!?                         | Akira Kashima                      | Ikuro Suzuki   | 30 tháng 8 năm 1975  |
| 23      | 地底王国の魔王！！                     | Chitei Ōkoku no Maō!!                    | Ác quỷ của vương quốc ngầm!!                         | Akira Kashima                      | Ikuro Suzuki   | 6 tháng 9 năm 1975   |
| 24      | 怪奇！無人電車が走る！！               | Kaiki! Mujin Densha ga Hashiru!!         | Kỳ quái! Tàu chạy không người lái!!                  | Itaru Orita                        | Ikuro Suzuki   | 13 tháng 9 năm 1975  |
| 25      | 死ぬな！！電気椅子の城茂               | Shinu na!! Denki Isu no Jō Shigeru       | Đừng chết!! Shigeru Jō trên ghế điện                 | Daisuke Yamazaki                   | Ikuro Suzuki   | 20 tháng 9 năm 1975  |
| 26      | 見た！！大首領の正体！！               | Mita!! Dai Shuryō no Shōtai!!            | Nhìn đây!! Hình dạng thực sự của Great Leader!!      | Daisuke Yamazaki                   | Ikuro Suzuki   | 27 tháng 9 năm 1975  |
| 27      | 改造魔人！デルザー軍団現わる！！       | Kaizō Majin! Deruzā Gundan Arawareru!!   | Majin được tổ chức lại! Delza Army xuất hiện!!       | Issaku Uchida                      | Ikuro Suzuki   | 4 tháng 10 năm 1975  |
| 28      | あ！ストロンガーがこなごなに…？！      | A! Sutorongā ga Konagona ni...?!         | Oh! Stronger...biến thành những mảnh nhỏ?!           | Issaku Uchida                      | Ikuro Suzuki   | 11 tháng 10 năm 1975 |
| 29      | 魔人ケイト血ののろい！                 | Majin Keito Chi no Noroi!                | Lời nguyền máu của Doctor Kate!                      | Daisuke Yamazaki                   | Shozo Murayama | 18 tháng 10 năm 1975 |
| 30      | さようならタックル！最後の活躍！！     | Sayōnara Takkuru! Saigo no Katsuyaku!!   | Tạm biệt, Tackle! Trận chiến cuối cùng của cô ấy!!   | Daisuke Yamazaki                   | Ikuro Suzuki   | 25 tháng 10 năm 1975 |
| 31      | ストロンガー大改造！！                 | Sutorongā Dai Kaizō!!                    | Tu sửa tuyệt vời của Stronger!!                      | Issaku Uchida                      | Masaru Igami   | 1 tháng 11 năm 1975  |
| 32      | 必殺！超電三段キック！！               | Hissatsu! Chō Den Sandan Kikku!!         | Chết người! Super Electro Three-step Kick!!          | Issaku Uchida                      | Masaru Igami   | 8 tháng 11 năm 1975  |
| 33      | ストロンガー満月に死す！？             | Sutorongā Mangetsu ni Shisu!?            | Stronger chết trong trăng tròn!?                     | Minoru Yamada                      | Shozo Murayama | 15 tháng 11 năm 1975 |
| 34      | ヘビ女の吸血地獄！                     | Hebi Onna no Kyūketsu Jigoku!            | Địa ngục hút máu của Snake Woman!                    | Minoru Yamada                      | Ikuro Suzuki   | 22 tháng 11 năm 1975 |
| 35      | 帰って来た男！その名はＶ３！！         | Kaettekita Otoko! Sono Na wa Bui Surī!!  | Người chiến binh trở lại! Tên anh là V3!!            | Issaku Uchida                      | Ikuro Suzuki   | 29 tháng 11 năm 1975 |
| 36      | 三人ライダー対強力デルザー軍団！       | Sannin Raidā Tai Kyōryoku Deruzā Gundan! | 3 Riders đấu với Delza Army hùng mạnh!               | Issaku Uchida                      | Takeo Oono     | 6 tháng 12 năm 1975  |
| 37      | ライダー捕らわる！デルザー万才！！     | Raidā Torawaru! Deruzā Banzai!!          | Riders bị bắt! Delza sống dai!!                      | Minoru Yamada                      | Masaru Igami   | 13 tháng 12 năm 1975 |
| 38      | 出現！ライダー１号２号！！             | Shutsugen! Raidā Ichigō Nigō!!           | Xuất hiện! Riders 1, 2!!                             | Minoru Yamada                      | Masaru Igami   | 20 tháng 12 năm 1975 |
| 39      | さようなら！栄光の七人ライダー！       | Sayōnara! Eigō no Shichinin Raidā!       | Tạm biệt! 7 Riders huyền thoại!                      | Minoru Yamada & Shotaro Ishinomori | Masaru Igami   | 27 tháng 12 năm 1975 |

## Movie

### Movie
- 1975: Kamen Rider Stronger (劇場版仮面ライダーストロンガー Gekijō-ban Kamen Raidā Sutorongā?) - phiên bản phim của tập 7

### TV special
- 1976: All Together! Seven Kamen Riders!! (集合!7人の仮面ライダー!! Zen'in Shūgō! Shichinin no Kamen Raidā!!?)

## Diễn viên
- Shigeru Araki (荒木茂 Araki Shigeru?): Shigeru Jo
- Kyoko Okada / Kyoko Hanada / Shigeru Okada (岡田京子 Okada Kyōko?): Yuriko Misaki
- Akiji Kobayashi / Shōji Kobayashi / Issei Mori (小林昭二 Kobayashi Akiji?): Tōbei Tachibana
- Hiroshi Ogasawara (小笠原弘 Ogasawara Hiroshi?): Yoichiro Masaki
- Akira Hamada (浜田晃 Hamada Akira?): Titan
- Hidekatsu Shibata (柴田秀勝 Shibata Hidekatsu?): General Shadow (giọng nói)
- Mahito Tsujimura (辻村真人 Tsujimura Mahito?): Dead Lion / Commanding Officer Frank (giọng nói)
- Osamu Ichikawa (市川治 Ichikawa Osamu?): Staff Officer Steel / Marshal Machine (giọng nói)
- Yoshito Yasuhara (安原義人 Yasuhara Yoshito?): Division Commander Wild Eagle (giọng nói)
- Machiko Soga (曽我町子 Soga Machiko?): Doctor Kate (giọng nói)
- Ritsuo Sawa (沢りつお Sawa Ritsuo?) → Shun Yashiro (八代駿 Yashiro Shun?) → Keisuke Yamashita (山下啓介 Yamashita Keisuke?): Major Skull (giọng nói)
- Keisuke Yamashita (山下啓介 Yamashita Keisuke?) → Ritsuo Sawa (沢りつお Sawa Ritsuo?): Baron Rock (giọng nói)
- Eken Mine (峰恵研 Mine Eken?) → Yoshito Yasuhara (安原義人 Yasuhara Yoshito?): General Wolf (giọng nói)
- Reiko Seno (瀬能礼子 Seno Reiko?): Snake Woman (giọng nói)
- Ritsuo Sawa (沢りつお Sawa Ritsuo?): Commander Jijaku (giọng nói)
- Michihiro Ikemizu (池水通洋 Ikemizu Michihiro?): Armored Knight (giọng nói)
- Goro Naya (納谷悟朗 Naya Gorō?): Great Leader of Black Satan / Delza Army (giọng nói)
- Shinzo Hotta (堀田真三 Hotta Shinzō?): Great General Darkness
- Yoshitaka Sato/Shinji Nakae (佐藤良孝/中江真司 Satō Yoshitaka/Nakae Shinji?) - Người dẫn chuyện.

## Nhạc phim
Opening theme
- "Kamen Rider Stronger no Uta" (仮面ライダーストロンガーの歌 Kamen Raidā Sutorongā no Uta?, "The Song of Kamen Rider Stronger")
  - Lyrics: Saburō Yatsude
  - Composition: Shunsuke Kikuchi
  - Artist: Ichirou Mizuki

Ending theme
- "Kyō mo Tatakau Stronger" (今日もたたかうストロンガー Kyō mo Tatakau Sutorongā?, "Stronger Fights Today")
  - Lyrics: Saburō Yatsude
  - Composition: Shunsuke Kikuchi
  - Artists: Masato Shimon & Mitsuko Horie (1 & 2)/Ichirou Mizuki & Mitsuko Horie (3-31)
  - Episodes: 1-31
- "Stronger Action" (ストロンガーアクション Sutorongā Akushon?)
  - Lyrics: Shotaro Ishinomori
  - Composition: Shunsuke Kikuchi
  - Artists: Ichirou Mizuki & Mitsuko Horie
  - Episodes 32-39

## Other Media

### Manga
1. Kamen Rider Stronger (Adventure King manga) (仮面ライダーストロンガー Kamen Raidā Sutorongā?)
2. Kamen Rider Stronger (TV Magazine manga) (仮面ライダーストロンガー Kamen Raidā Sutorongā?)
  1. Kamen Rider: 7 Riders Showdown (仮面ライダー 決死戦7人ライダー Kamen Raidā - Kesshisen Shichinin Raidā?)
  2. Final Battle of the Seven Riders! (7人ライダー最後の大決戦! Nana-jin Raidā Saigo no Daisakusen!?)
3. Kamen Rider Stronger (TV Land manga) (仮面ライダーストロンガー Kamen Raidā Sutorongā?)
4. Kamen Rider Stronger (Tanoshi Youchien manga)  (仮面ライダーストロンガー Kamen Raidā Sutorongā?)
5. Kamen Rider Stronger (O Tomodachi manga) (仮面ライダーストロンガー Kamen Raidā Sutorongā?)
6. The Return of 7 Riders (かえってきた7人ライダー Kaettekita 7-nin Raidā?)
7. Kamen Rider (1978 manga) (仮面ライダー Kamen Raidā?)

## Other Songs
- Kabutorow Boogie
- Stronger Ekaki Uta
- Stronger Kazoe Uta
- Miyo! Kamen Rider Stronger
- Mune Ni Kagayaku S Mark
- Sakuru Zo Kyofu No Kuni Wo
- Boku-Ra No Aniki, Jou Shigeru
- Sore Yuke Tackle-Chan
- Tatakae! Shichinin Rider